# Poločas přeměny

Poločas přeměny - simulace

Izotopy a poločas přeměny

Světle modrá: Prvek tvořící alespoň jeden stabilní izotop.
Zelená: Znatelně radioaktivní; prvek netvoří ani jeden stabilní izotop, poločas rozpadu nejstabilnějšího izotopu je mezi 34000 lety a 3^{.}10^{19} let.
Žlutá: Poměrně radioaktivní prvek; prvek netvoří ani jeden stabilní izotop, poločas rozpadu nejstabilnějšího izotopu je mezi 800 a 34 000 lety.
Oranžová: Radioaktivní prvek; prvek netvoří ani jeden stabilní izotop, poločas rozpadu nejstabilnějšího izotopu je mezi jedním dnem a 108 lety.
Rudá: Vysoce radioaktivní prvek; prvek netvoří ani jeden stabilní izotop, poločas rozpadu nejstabilnějšího izotopu je mezi 1 sekundou a 1 dnem.
Fialová: Extrémně radioaktivní prvek: prvek netvoří ani jeden stabilní izotop, poločas rozpadu nejstabilnějšího je nižší než 1 sekunda.

Poločas přeměny (obvykle označovaný T½) je doba, za kterou se přemění polovina celkového počtu atomárních jader ve vzorku. Pro konkrétní izotop je konstantní. Má hodnotu od zlomku sekundy až po milióny let. Často se používá i termín poločas rozpadu, ale ten je méně obecný, protože ne každá radioaktivní přeměna představuje rozpad (například vyzáření fotonu gama záření z excitovaného jádra).
Pro konkrétní jádro nuklidu (určitého izotopu daného prvku) nelze v principu určit, kdy dojde k přeměně. Kvantová mechanika jako pravděpodobnostní teorie umožňuje stanovit pouze pravděpodobnost, že k přeměně dojde v daném časovém úseku, například v následujících 10 minutách. Tento pravděpodobnostní charakter prakticky znamená, že máme-li vzorek látky (obsahující jediný radioaktivní nuklid) běžné velikosti a tedy o velkém počtu atomů (ke srovnání Avogadrova konstanta), pak můžeme přesně vypočítat dobu, za jakou se přemění právě polovina přítomných jader.

## Izotopy
Stabilita izotopu se určuje právě na základě poločasu přeměny. Stabilní izotopy ho mají nekonečný, jádra se samovolně nepřeměňují. Za stabilnější je považován izotop s větším poločasem přeměny, protože jeho nuklidy v průměru déle vydrží být tím, čím jsou.
V přírodní směsi daného chemického prvku jsou určitá procentuální zastoupení několika jeho izotopů. Například vodík v oceánské vodě obsahuje 99,9844 % protia (to jest atomy se samotným protonem v jádře) a 0,0156 % deuteria, takzvaného těžkého vodíku, který má v jádře navíc vázaný jeden neutron. Oba izotopy jsou zcela stabilní. Krom toho existuje izotop vodíku se třemi nukleony zvaný tritium, který se v přírodní směsi nevyskytuje, vyrábí se uměle. Tritium je radioaktivním zářičem β s poločasem přeměny 12,36 let. Některé chemické prvky vůbec nemají stabilní izotopy, například radon. Některé se vyskytují v přírodě jak ve formě stabilních izotopů, tak i nestabilních. Například uhlík v atmosférickém oxidu uhličitém obsahuje díky kosmickému záření stálý podíl radioaktivního izotopu C 14. Měření jeho procentuálního zastoupení v předmětech organického původu umožňuje určit jejich stáří díky známému poločasu přeměny (5715 let). Tento způsob měření stáří se nazývá radiokarbonová metoda datování.

## Příklady
Příklady nejznámějších radioizotopů, řazeno dle poločasu přeměny.
| Prvek     | Izotop | Poločas rozpadu          |
| --------- | ------ | ------------------------ |
| Beryllium | 8Be    | 6,7×10−17 s              |
| Polonium  | 212Po  | 0,3 µs                   |
| Thorium   | 223Th  | 0,9 sekundy              |
| Francium  | 223Fr  | 22 minut                 |
| Síra      | 35S    | 87,5 dní                 |
| Kobalt    | 60Co   | 5,27 let                 |
| Tritium   | 3H     | 12,36 let                |
| Cesium    | 137Cs  | 30,17 let                |
| Radium    | 226Ra  | 1 622 / 1 602 let        |
| Uhlík     | 14C    | 5 730 let                |
| Plutonium | 239Pu  | 24 110 / 24 400 let      |
| Uran      | 235U   | 710 milionů let          |
| Draslík   | 40K    | 1,26 miliardy let        |
| Uran      | 238U   | 4,468 / 4,51 miliard let |
| Thorium   | 232Th  | 14,05 / 13,9miliard let  |
| Bismut    | 209Bi  | cca 1,9×1019 let         |

## Příbuzné veličiny
Obecněji definovanou veličinou stejného charakteru je střední doba života, obvykle značená {\displaystyle \tau \,}. Pro exponenciální přeměnu lze souvislost s poločasem přeměny zapsat vztahem:
{\displaystyle T_{1/2}=\tau \,\ln 2}